# 185
| Calendário gregoriano                                                        | 185 CLXXXV                      |
| Ab urbe condita                                                              | 938                             |
| Calendário arménio                                                           | -367 – -366                     |
| Calendário bahá'í                                                            | -1659 – -1658                   |
| Calendário budista                                                           | 729                             |
| Calendário chinês                                                            | 2881 – 2882                     |
| Calendário copta                                                             | -99 – -98                       |
| Calendário etíope                                                            | 177 – 178                       |
| Calendários hindus - Vikram Samvat - Calendário nacional indiano - Cáli Iuga | 240 – 241 106 – 107 3285 – 3286 |
| Calendário Holoceno                                                          | 10185                           |
| Calendário islâmico                                                          | 451 BH – 450 BH                 |
| Calendário judaico                                                           | 3945 – 3946                     |
| Calendário persa                                                             | 437 BP – 436 BP                 |
| Calendário rúnico                                                            | 435                             |
| Calendário solar tailandês                                                   | 728                             |

185 (CLXXXV na numeração romana) foi um ano comum do século II do Calendário Juliano, da Era de Cristo, a sua letra dominical foi C (52 semanas), teve início e fim numa sexta-feira
| Ano completo                       |
| ---------------------------------- |
| Ano comum com início à sexta-feira |

## Eventos
- 241a olimpíada; Herão de Alexandria (não confundir com o matemático e mecânico de mesmo nome) vence o stadium.[1]